# 작가와 화제작
《작가와 화제작》은 1991년 12월 15일부터 1993년 4월 25일까지 방송된 문학 프로그램이다.